# Crête de la Novara
La crête de la Novara est une montagne française des Terres australes et antarctiques françaises. Il s'agit du point culminant de l'île Saint-Paul, avec ses 268 mètres d'altitude.